# Constantius von Lyon
Constantius von Lyon (latinisiert Constantius Lugdunensis; * um 420–430; † um 494) war ein spätantiker Redner, Dichter und Priester des 5. Jahrhunderts.
Obwohl bekannt ist, dass er einer adeligen Familie entstammte, ist nur wenig über sein Leben überliefert. Auch sein Geburtsjahr ist unbekannt. Jedoch ist sicher, dass er schon alt und schwach war, als er um 480 Nachforschungen zu seinem Werk De Vita sancti Germani anstellte, einer Hagiographie des Bischofs Germanus von Auxerre. Daher scheint seine Geburt zwischen 420 und 430 wahrscheinlich. Ebenfalls ist unklar, ob er in Lyon geboren wurde. Lediglich eine Bekanntschaft mit Patient, dem damaligen Bischof von Lyon, ist nachgewiesen.
In Lyon oder in einer Stadt in der Nähe begann er seine Arbeiten an der Biographie über Germanus von Auxerre. Sein Buch wurde vor 494 fertiggestellt und beschreibt das Leben des Bischofs in Gallien in der ersten Hälfte des 5. Jahrhunderts. Dieses Buch enthält keine Jahresangaben, dafür aber Ortsnamen, Personen und Einzelheiten über Titel.

## Übersetzungen
- F. R. Hoare (Hrsg.): The Western Fathers. Sheed and Ward, London/New York 1954, S. 283 ff. (englische Übersetzung der Germanus-Vita)